# Thomas Cole

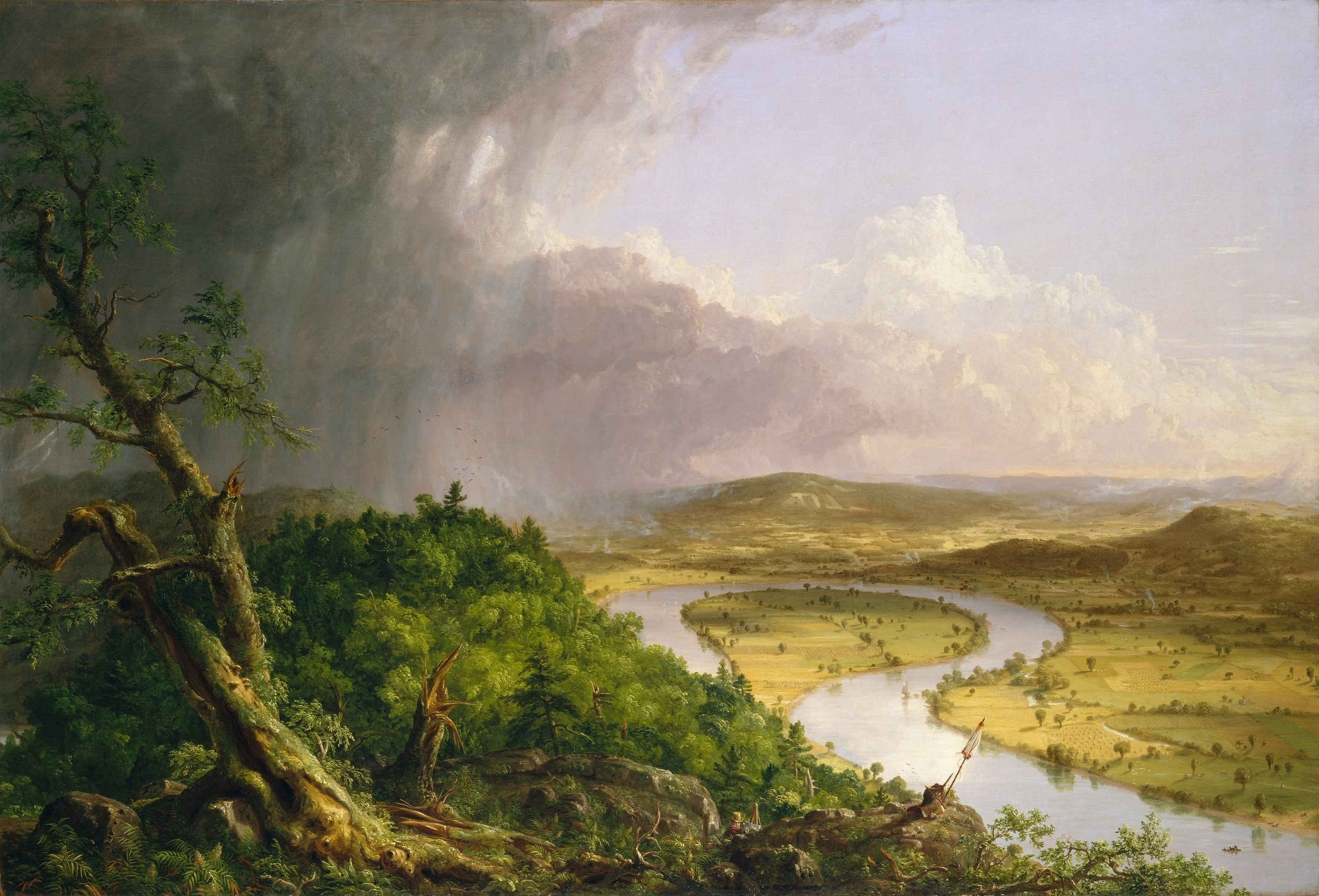
Oxbow (Rzeka Connecticut w pobliżu Northampton) (1836)

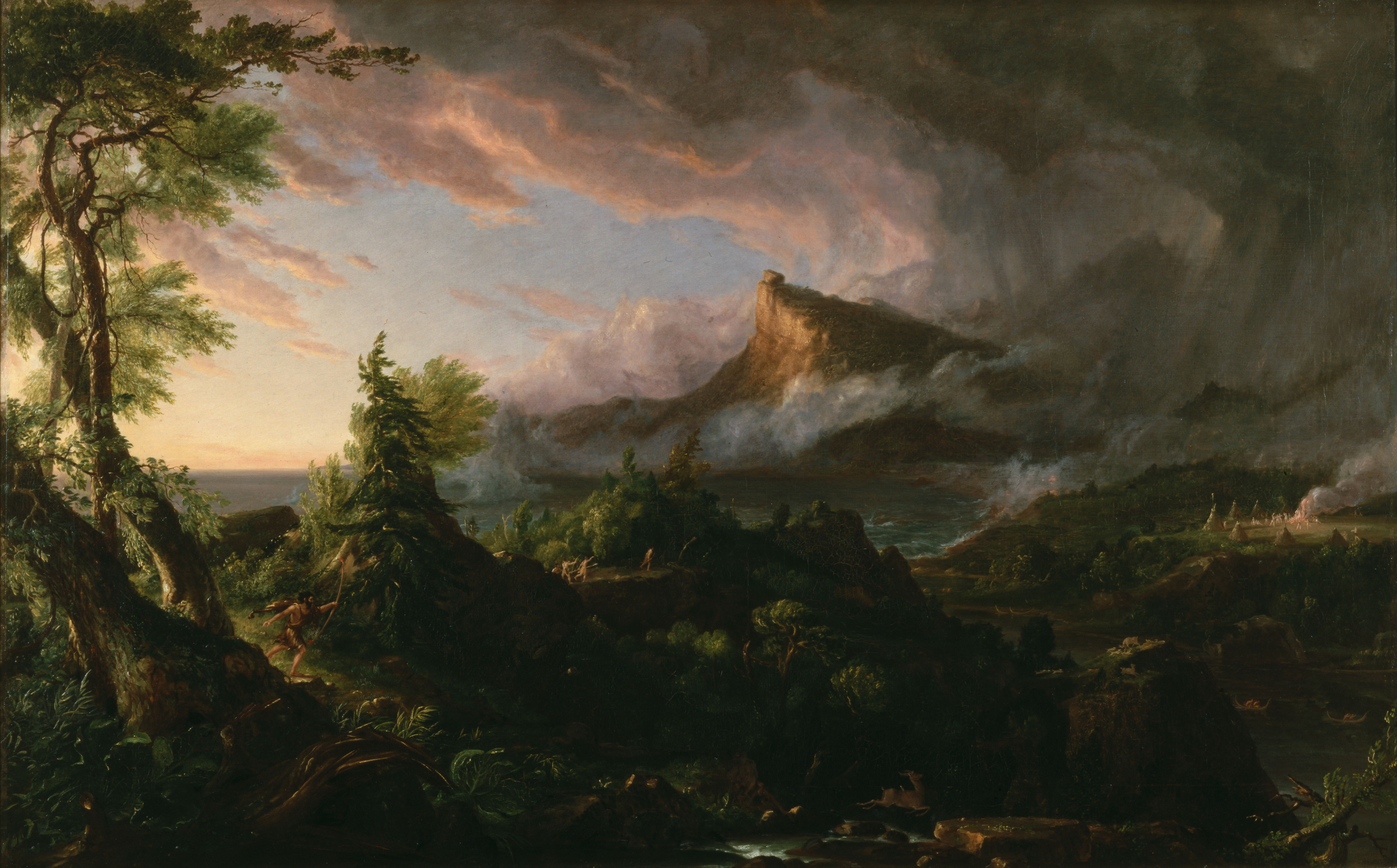
Okres barbarzyństwa z cyklu Dzieje imperium (1834)

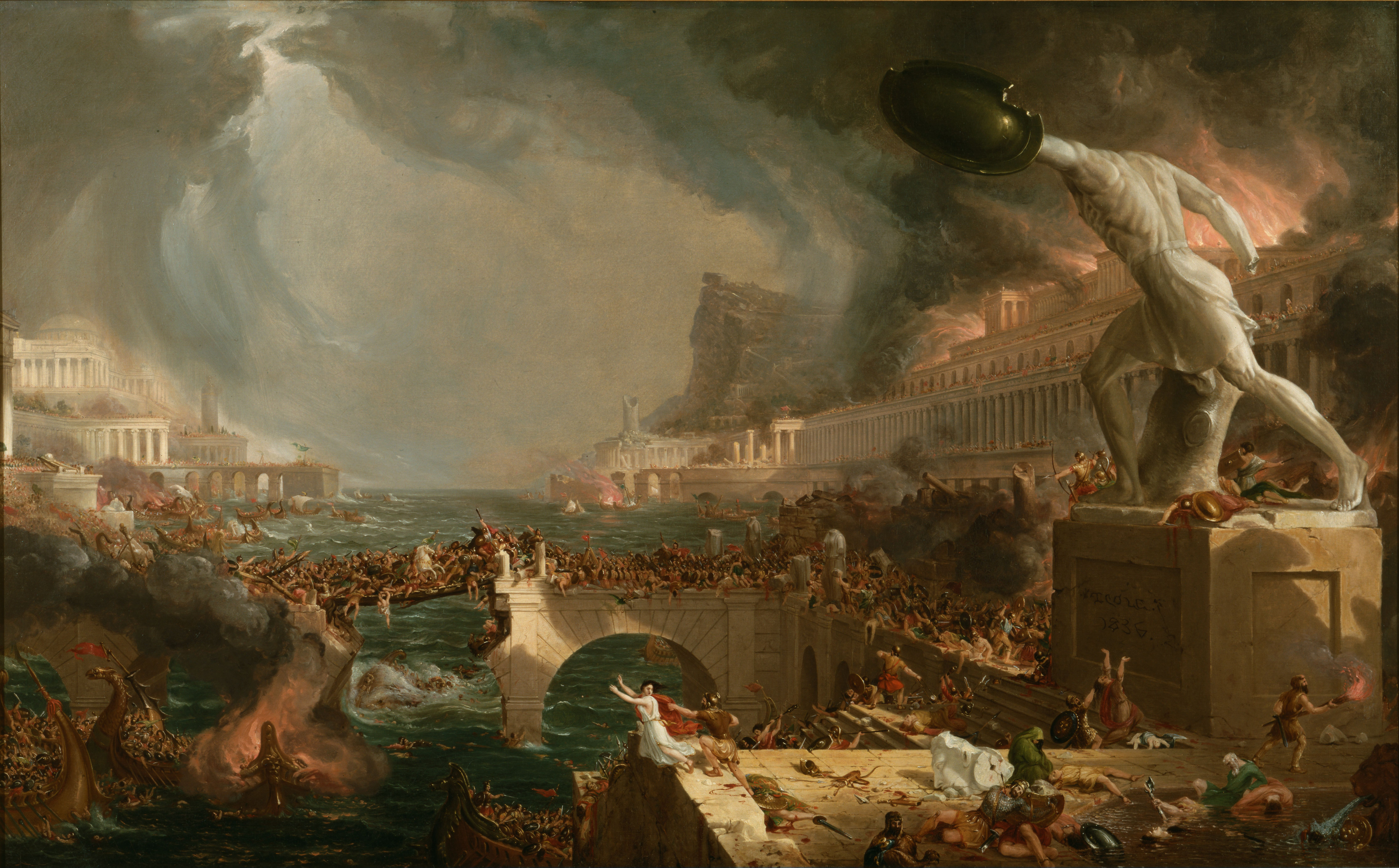
Rozpad z cyklu Dzieje imperium (1836)

Thomas Cole (ur. 1 lutego 1801 w Bolton, zm. 11 lutego 1848 w Catskill w stanie Nowy Jork) – amerykański malarz i poeta romantyczny pochodzenia angielskiego, założyciel Hudson River School, pejzażysta.

## Życiorys
Thomas Cole urodził się w Bolton w Anglii w rodzinie niezamożnego kupca. W 1818 razem z rodziną wyemigrował do Ameryki i zamieszkał w Steubenville w Ohio. W 1825 r. przeniósł się do Nowego Jorku, gdzie szybko zdobył popularność jako pejzażysta. Malował również sceny alegoryczne, pisał poezje, prowadził dzienniki. W latach 1829–1832 i 1841–1842 przebywał za granicą, głównie w Anglii i we Włoszech. W tym czasie zainteresował się tematyką alegoryczną i historyczną, pracując pod wpływem Williama Turnera i Johna Martina stworzył dwa duże cykle Dzieje imperium - 1836 (5 obrazów) i Podróż życia - 1839–1840 i 1842 (4 obrazy alegoryczne ukazujące etapy życia ludzkiego).
Miał duży wpływ na amerykańskich malarzy swojego pokolenia. Uważany jest za twórcę Hudson River School. Jego uczniami i naśladowcami byli pejzażyści Frederic Edwin Church, John Frederick Kensett i Sanford Robinson Gifford.
Cole był samoukiem, rysunku uczył się z popularnych podręczników dla amatorów. Całe życie zdawał sobie sprawę ze swoich braków warsztatowych, dlatego unikał przedstawiania sylwetek ludzkich na pierwszym planie. Zmarł tuż po swych 47. urodzinach w Catskill. Po jego śmierci ogłoszono żałobę narodową.

## Wybrane dzieła
- Dzieje imperium: Rozpad (1836), 100 x 161 cm, New-York Historical Society, Nowy Jork
- Kielich Tytana (1833), 49,2 × 41 cm, Metropolitan Museum of Art
- Krzyż na pustkowiu (1845), śr. 61 cm, Luwr, Paryż
- Krzyż o zachodzie słońca (około 1848), Muzeum Thyssen-Bornemisza, Madryt
- Oxbow (Rzeka Connecticut w pobliżu Northampton) (1836), 131 x 193 cm, Metropolitan Museum of Art, Nowy Jork
- Podróż życia - cykl 4 obrazów, (1840) Munson-Williams-Proctor Arts Institute, Utica i (1842), National Gallery of Art, Waszyngton
- Powrót (1837, 101 x 160 cm, Corcoran Gallery of Art, Waszyngton
- Scena z "Ostatniego Mohikanina" (1827), 64,5 x 89 cm, Wadsworth Atheneum, Hartford
- Sen architekta (1840), 134,7 × 213,6 cm, Toledo Museum of Art, Toledo
- Wodospad Niagara (1830), 47,9 x 60,6 cm, Art Institute, Chicago
- Wodospady w Catskill (1826), 109 x 92 cm, Warner Collection of Galf States Paper Corporation, Tuscaloosa
- Wygnanie z Raju (1828), 99 x 137 cm, Museum of Fine Arts w Bostonie
- Wyjazd (1837), 100,3 x 160 cm, Corcoran Gallery of Art, Waszyngton
- Wypędzenie. Księżyc i blask ognia (1828), 91,4 x 122 cm, Muzeum Thyssen-Bornemisza, Madryt